# Jean Conte
Jean Conte (* 12. Mai 1830 in Toulouse; † 1. April 1888 in Paris) war ein französischer Komponist, Violinist und Musikpädagoge.
Jean Conte besuchte das kurz zuvor als Außenstelle des Conservatoire de Paris gegründete Konservatorium von Toulouse, das zu der Zeit von Louis Debrucq geleitet wurde. Nach herausragenden Ergebnissen in den Fächern Violine und Solfège wurde er nach Paris geschickt, wo er Violine bei Jean-Delphin Alard und Lambert Massart und Komposition bei Michele Carafa studierte.
Sein Studium finanzierte Conte als Dirigent am von Louis Comte gegründeten Théâtre des jeunes Éleves, dessen Spielstätte 1855 Jacques Offenbach übernahm und dort das Théâtre des Bouffes-Parisiens gründete. In diesem Jahr gewann Conte mit der Kantate Acis et Galatée nach Camille du Locle den Premier Grand Prix de Rome. Während des traditionell mit dem Preis verbundenen Aufenthalts in der Villa Medici in Rom komponierte er eine Messe solennelle (1856), die italienische Oper Isabelle di Lara (1857) sowie ein Dies irae und eine Sinfonie.
Nach seiner Rückkehr nach Paris wurde Conte Lehrer an der Musikschule der Frères de Passy und 1867 Bratscher im Orchester der Pariser Oper und der Concerts du Conservatoire. Gemeinsam mit Adrien Barthe komponierte er ein Doppelkonzert für Violine und Klavier nach italienischen Liedern. An der Opéra-Comique wurde 1874 seine Oper Beppo nach einem Libretto von Louis Gallet uraufgeführt. Weiterhin komponierte er eine Anzahl von Liedern (Où vont donc les hirondelles, Le Grand Veneur, La Marchande de plaisirs) und veröffentlichte eine Méthode de violon.
| Personendaten    | Personendaten                                        |
| ---------------- | ---------------------------------------------------- |
| NAME             | Conte, Jean                                          |
| KURZBESCHREIBUNG | französischer Komponist, Violinist und Musikpädagoge |
| GEBURTSDATUM     | 12. Mai 1830                                         |
| GEBURTSORT       | Toulouse                                             |
| STERBEDATUM      | 1. April 1888                                        |
| STERBEORT        | Paris                                                |